# Saison 1997-1998 de la LNH
Saison précédente Saison suivante
La saison 1997-1998 est la 81e saison régulière de la Ligue nationale de hockey. Vingt-six équipes, dont les Hurricanes de la Caroline, remplaçants des Whalers de Hartford, ont chacune joué 82 matchs. Les Red Wings de Détroit remportent la finale de la Coupe Stanley 4 matchs à 0 face aux Capitals de Washington.

## Saison régulière
Les Hurricanes de la Caroline jouent leur première saison dans la LNH et remplacent les Whalers de Hartford dans la division Nord-Est.

### Classements finaux
- * Les franchises qualifiées pour les séries éliminatoires sont indiquées dans des lignes de couleur.

| Clt   | Équipe                    | Division   | PJ | V  | D  | N  | BP  | BC  | Pts |
| ----- | ------------------------- | ---------- | -- | -- | -- | -- | --- | --- | --- |
| +001, | Devils du New Jersey      | Atlantique | 82 | 48 | 23 | 11 | 225 | 166 | 107 |
| +002, | Penguins de Pittsburgh    | Nord-Est   | 82 | 40 | 24 | 18 | 228 | 188 | 98  |
| +003, | Flyers de Philadelphie    | Atlantique | 82 | 42 | 29 | 11 | 242 | 193 | 95  |
| +004, | Capitals de Washington    | Atlantique | 82 | 40 | 30 | 12 | 219 | 202 | 92  |
| +005, | Bruins de Boston          | Nord-Est   | 82 | 39 | 30 | 13 | 221 | 194 | 91  |
| +006, | Sabres de Buffalo         | Nord-Est   | 82 | 36 | 29 | 17 | 211 | 187 | 89  |
| +007, | Canadiens de Montréal     | Nord-Est   | 82 | 37 | 32 | 13 | 235 | 208 | 87  |
| +008, | Sénateurs d'Ottawa        | Nord-Est   | 82 | 34 | 33 | 15 | 193 | 200 | 83  |
| +009, | Hurricanes de la Caroline | Nord-Est   | 82 | 33 | 41 | 8  | 200 | 219 | 74  |
| +010, | Islanders de New York     | Atlantique | 82 | 30 | 41 | 11 | 212 | 225 | 71  |
| +011, | Rangers de New York       | Atlantique | 82 | 25 | 39 | 18 | 197 | 231 | 68  |
| +012, | Panthers de la Floride    | Atlantique | 82 | 24 | 43 | 15 | 203 | 256 | 63  |
| +013, | Lightning de Tampa Bay    | Atlantique | 82 | 17 | 55 | 10 | 151 | 269 | 44  |

| Clt   | Équipe                 | Division  | PJ | V  | D  | N  | BP  | BC  | Pts |
| ----- | ---------------------- | --------- | -- | -- | -- | -- | --- | --- | --- |
| +001, | Stars de Dallas        | Centrale  | 82 | 49 | 22 | 11 | 242 | 167 | 109 |
| +002, | Avalanche du Colorado  | Pacifique | 82 | 39 | 26 | 17 | 231 | 205 | 95  |
| +003, | Red Wings de Détroit   | Centrale  | 82 | 44 | 23 | 15 | 250 | 196 | 103 |
| +004, | Blues de Saint-Louis   | Centrale  | 82 | 45 | 29 | 8  | 256 | 204 | 98  |
| +005, | Kings de Los Angeles   | Pacifique | 82 | 38 | 33 | 11 | 227 | 225 | 87  |
| +006, | Coyotes de Phoenix     | Centrale  | 82 | 35 | 35 | 12 | 224 | 227 | 82  |
| +007, | Oilers d'Edmonton      | Pacifique | 82 | 35 | 37 | 10 | 215 | 224 | 80  |
| +008, | Sharks de San José     | Pacifique | 82 | 34 | 38 | 10 | 210 | 216 | 78  |
| +009, | Blackhawks de Chicago  | Centrale  | 82 | 30 | 39 | 13 | 192 | 199 | 73  |
| +010, | Maple Leafs de Toronto | Centrale  | 82 | 30 | 43 | 9  | 194 | 237 | 69  |
| +011, | Flames de Calgary      | Pacifique | 82 | 26 | 41 | 15 | 217 | 252 | 67  |
| +012, | Mighty Ducks d'Anaheim | Pacifique | 82 | 26 | 43 | 13 | 205 | 261 | 65  |
| +013, | Canucks de Vancouver   | Pacifique | 82 | 25 | 43 | 14 | 224 | 273 | 64  |

- Champion de la saison régulière
- Qualifié pour les séries éliminatoires

### Meilleurs pointeurs
| Joueur         | Équipe       | PJ | B  | A  | Pts |
| -------------- | ------------ | -- | -- | -- | --- |
| Jaromír Jágr   | Pittsburgh   | 77 | 35 | 67 | 102 |
| Peter Forsberg | Colorado     | 72 | 25 | 66 | 91  |
| Pavel Boure    | Vancouver    | 82 | 51 | 39 | 90  |
| Wayne Gretzky  | NY Rangers   | 82 | 23 | 67 | 90  |
| John LeClair   | Philadelphie | 82 | 51 | 36 | 87  |
| Zigmund Palffy | NY Islanders | 82 | 45 | 42 | 87  |
| Ron Francis    | Pittsburgh   | 81 | 25 | 62 | 87  |
| Teemu Selänne  | Anaheim      | 73 | 52 | 34 | 86  |
| Jason Allison  | Boston       | 81 | 33 | 50 | 83  |
| Jozef Stumpel  | Los Angeles  | 77 | 21 | 58 | 79  |

## Séries éliminatoires

### Finale de la Coupe Stanley
- 9 juin : Détroit 2-1 Washington
- 11 juin : Détroit 5-4 Washington
- 13 juin : Washington 1-2 Détroit
- 16 juin : Washington 1-4 Détroit

Les Red Wings de Détroit gagnent la série 4 matchs à 0 et la coupe Stanley ; Steve Yzerman remporte le trophée Conn-Smythe.

## Récompenses
La remise des trophées de l'année a lieu à Toronto en Ontario.

### Trophées
| Trophée                      | Vainqueur                                                | Équipe                                                   |
| ---------------------------- | -------------------------------------------------------- | -------------------------------------------------------- |
| Trophée Calder               | Sergueï Samsonov                                         | Bruins de Boston                                         |
| Trophée Lester-B.-Pearson    | Dominik Hašek                                            | Sabres de Buffalo                                        |
| Trophée Art-Ross             | Jaromír Jágr                                             | Penguins de Pittsburgh                                   |
| Trophée Hart                 | Dominik Hašek                                            | Sabres de Buffalo                                        |
| Trophée Conn-Smythe          | Steve Yzerman                                            | Red Wings de Détroit                                     |
| Trophée Bill-Masterton       | Jamie McLennan                                           | Blues de Saint-Louis                                     |
| Trophée Frank-J.-Selke       | Jere Lehtinen                                            | Stars de Dallas                                          |
| Trophée Jack-Adams           | Pat Burns                                                | Bruins de Boston                                         |
| Trophée James-Norris         | Rob Blake                                                | Kings de Los Angeles                                     |
| Trophée King-Clancy          | Kelly Chase                                              | Blues de Saint-Louis                                     |
| Trophée Lady Byng            | Ron Francis                                              | Penguins de Pittsburgh                                   |
| Trophée Lester-Patrick       | Peter Karmanos, Max McNab, Neal Broten et John Mayasich. | Peter Karmanos, Max McNab, Neal Broten et John Mayasich. |
| Trophée Vézina               | Dominik Hašek                                            | Sabres de Buffalo                                        |
| Trophée William-M.-Jennings  | Martin Brodeur                                           | Devils du New Jersey                                     |
| Trophée plus-moins de la LNH | Chris Pronger                                            | Blues de Saint-Louis                                     |

| Trophée                      | Équipe                 |
| ---------------------------- | ---------------------- |
| Trophée Clarence-S.-Campbell | Red Wings de Détroit   |
| Trophée Prince de Galles     | Capitals de Washington |
| Trophée des présidents       | Stars de Dallas        |
| Coupe Stanley                | Red Wings de Détroit   |

### Équipes d'étoiles

#### Première et deuxième équipe
| Position       | Première équipe  | Première équipe        | Deuxième équipe   | Deuxième équipe        |
| Position       | Joueur           | Équipe                 | Joueur            | Équipe                 |
| -------------- | ---------------- | ---------------------- | ----------------- | ---------------------- |
| Gardien de but | Dominik Hašek    | Sabres de Buffalo      | Martin Brodeur    | Devils du New Jersey   |
| Défenseur      | Rob Blake        | Kings de Los Angeles   | Scott Niedermayer | Devils du New Jersey   |
| Défenseur      | Nicklas Lidström | Red Wings de Détroit   | Chris Pronger     | Blues de Saint-Louis   |
| Ailier gauche  | John LeClair     | Flyers de Philadelphie | Keith Tkachuk     | Coyotes de Phoenix     |
| Centre         | Peter Forsberg   | Avalanche du Colorado  | Wayne Gretzky     | Rangers de New York    |
| Ailier droit   | Jaromír Jágr     | Penguins de Pittsburgh | Teemu Selänne     | Mighty Ducks d'Anaheim |

#### Équipe des recrues
| Position       | Joueur           | Équipe                 |
| -------------- | ---------------- | ---------------------- |
| Gardien de but | Jamie Storr      | Kings de Los Angeles   |
| Défenseur      | Derek Morris     | Flames de Calgary      |
| Défenseur      | Mattias Öhlund   | Canucks de Vancouver   |
| Attaquant      | Patrik Eliáš     | Devils du New Jersey   |
| Attaquant      | Mike Johnson     | Maple Leafs de Toronto |
| Attaquant      | Sergueï Samsonov | Bruins de Boston       |